# 劉讚
劉讚（？—？），又作劉瓚，字彦真，五胡十六国前燕人物，平原郡人。
321年十二月，鮮卑慕容部大人慕容廆设立学校。慕容廆任命通晓儒学的劉讚担任東庠祭酒，负责学校的工作。慕容廆派儿子慕容皝带领贵族子弟作为学生，跟随劉讚学习，有了空闲時間，慕容廆也参加听講。劉讚通经学，性清廉，重貞節，非礼不動，弟子跟随劉讚学习者時常数百人。